# Serramenti PVC Diquigiovanni-Selle Italia 2007
Questa voce raccoglie le informazioni riguardanti la Serramenti PVC Diquigiovanni-Selle Italia nelle competizioni ufficiali della stagione 2007.

## Stagione
La squadra ha partecipato durante la stagione alle gare del circuito UCI Europe Tour.

## Organico

### Staff tecnico
GM=General manager; DS=Direttore sportivo.
|  | Naz.              | Ruolo | Sportivo      |  |  |  |
|  | ----------------- | ----- | ------------- |  |  |  |
|  | Italia (bandiera) | GM    | Gianni Savio  |  |  |  |
|  | Italia (bandiera) | DS    | Marco Bellini |  |  |  |

### Rosa
|  | Naz.                 |  | Sportivo                      | Anno |  |  |
|  | -------------------- |  | ----------------------------- | ---- |  |  |
|  | Italia (bandiera)    |  | Santo Anzà                    | 1980 |  |  |
|  | Svezia (bandiera)    |  | Niklas Axelsson               | 1972 |  |  |
|  | Italia (bandiera)    |  | Sergio Barbero                | 1969 |  |  |
|  | Italia (bandiera)    |  | Wladimir Belli                | 1970 |  |  |
|  | Italia (bandiera)    |  | Alessandro Bertolini          | 1971 |  |  |
|  | Italia (bandiera)    |  | Denis Bertolini               | 1977 |  |  |
|  | Italia (bandiera)    |  | Bruno Bertolini               | 1981 |  |  |
|  | Italia (bandiera)    |  | Fabio Borghesi                | 1980 |  |  |
|  | Venezuela (bandiera) |  | Anthony Brea Salazar          | 1983 |  |  |
|  | Italia (bandiera)    |  | Ivan De Gaspari               | 1981 |  |  |
|  | Italia (bandiera)    |  | Emiliano Donadello            | 1983 |  |  |
|  | Colombia (bandiera)  |  | Fabio Duarte Arevalo          | 1986 |  |  |
|  | Italia (bandiera)    |  | Alberto Loddo                 | 1979 |  |  |
|  | Italia (bandiera)    |  | Gabriele Missaglia            | 1970 |  |  |
|  | Italia (bandiera)    |  | Leonardo Moser                | 1984 |  |  |
|  | Italia (bandiera)    |  | Giorgio Orizio (Tirocinante)  | 1982 |  |  |
|  | Colombia (bandiera)  |  | Walter Pedraza Morales        | 1981 |  |  |
|  | Svizzera (bandiera)  |  | Philippe Schnyder             | 1978 |  |  |
|  | Colombia (bandiera)  |  | Josè Serpa Perez              | 1979 |  |  |
|  | Argentina (bandiera) |  | Edgardo Simon                 | 1974 |  |  |
|  | Italia (bandiera)    |  | Mattia Turrina                | 1983 |  |  |
|  | Italia (bandiera)    |  | Federico Vitale (Tirocinante) | 1982 |  |  |

## Palmarès

### Corse a tappe
- Settimana Internazionale di Coppi e Bartali

1ª tappa (Alessandro Bertolini)
- Volta do Rio de Janeiro

3ª tappa (Anthony Brea Salazar)
- Tour de Langkawi

1ª tappa (Alberto Loddo)
4ª tappa (Alberto Loddo)
5ª tappa (Alberto Loddo)
6ª tappa (Alberto Loddo)
8ª tappa (Josè Serpa Perez)
10ª tappa (Alberto Loddo)
Classifica a punti (Alberto Loddo)
Classifica Gran Premi della montagna (Walter Pedraza Morales)
- Vuelta a Venezuela

6ª tappa (Emiliano Donadello)
- Vuelta Lider al Sur

9ª tappa (Walter Pedraza Morales)
10ª tappa (Anthony Brea Salazar)
- Vuelta a Cuba

2ª tappa (Anthony Brea Salazar)
9ª tappa (Anthony Brea Salazar)
13ª tappa (Anthony Brea Salazar)
- Vuelta a Colombia

12ª tappa (Fabio Duarte Arevalo)
- Vuelta al Táchira

1ª tappa (Alberto Loddo)
5ª tappa (Josè Serpa Perez)
10ª tappa (Walter Pedraza Morales)
- Vuelta a la Rioja

1ª tappa (Alberto Loddo)
- Vuelta a Asturias

2ª tappa (Alberto Loddo)
- Tour of Qinghai Lake

Classifica generale (Gabriele Missaglia)
- Clásica Independencia Ciudad de Flandes

Prologo (Walter Pedraza Morales)

### Corse in linea
- Trofeo Melinda (Santo Anzà)
- Giro dell'Appennino (Alessandro Bertolini)
- Coppa Agostoni (Alessandro Bertolini)
- Giro del Veneto (Alessandro Bertolini)
- Coppa Placci (Alessandro Bertolini)
- Aguinaldo Fusugasugueno (Walter Pedraza Morales)

## Classifiche UCI

### UCI Europe Tour
Individuale
Piazzamenti dei corridori della Diquigiovanni-Selle Italia nella classifica dell'UCI Europe Tour 2007.
| Pos. | Ciclista             | Punti |
| ---- | -------------------- | ----- |
| 1    | Alessandro Bertolini | 633   |
| 42   | Santo Anzà           | 211   |

Squadra
La Diquigiovanni-Androni Giocattoli chiuse in dodicesima posizione con 1040 punti.

### UCI Asia Tour
Individuale
Piazzamenti dei corridori della Diquigiovanni-Selle Italia nella classifica dell'UCI Asia Tour 2007.
| Pos. | Ciclista           | Punti |
| ---- | ------------------ | ----- |
| 6    | Gabriele Missaglia | 152   |
| 10   | Alberto Loddo      | 126   |
| 15   | José Serpa         | 90    |
| 23   | Walter Pedraza     | 68    |
| 85   | Sergio Barbero     | 25    |
| 259  | Denis Bertolini    | 2     |

Squadra
La Diquigiovanni-Androni Giocattoli chiuse in terza posizione con 463 punti.

### UCI America Tour
Individuale
Piazzamenti dei corridori della Diquigiovanni-Selle Italia nella classifica dell'UCI America Tour 2007.
| Pos. | Ciclista           | Punti  |
| ---- | ------------------ | ------ |
| 9    | Anthony Brea       | 119,66 |
| 33   | Simon Edgardo      | 65,32  |
| 73   | José Serpa         | 41,32  |
| 134  | José Serpa         | 24     |
| 104  | Walter Pedraza     | 30,32  |
| 202  | Alberto Loddo      | 12,66  |
| 218  | Fabio Duarte       | 11,66  |
| 254  | Emiliano Donadello | 8      |

Squadra
La Diquigiovanni-Androni Giocattoli chiuse in sesta posizione con 288,94 punti.